# Lauravaara
Lauravaara är en kulle i Finland. Den ligger i Enare i landskapet Lappland, i den norra delen av landet, 1 000 km norr om huvudstaden Helsingfors. Toppen på Lauravaara är 458 meter över havet.
Terrängen runt Lauravaara är huvudsakligen platt, men åt sydväst är den kuperad.  Trakten runt Lauravaara är nära nog obefolkad, med mindre än två invånare per kvadratkilometer. Det finns inga samhällen i närheten. Omgivningarna runt Lauravaara är i huvudsak ett öppet busklandskap.